# Фернандо I (король Кастилії)
Фернандо I Великий (1016 — 27 грудня 1065) — імператор Іспанії у 1056–1065 роках, король Кастилії та Леону у 1037–1065 роках, визначний політичний та військовий діяч.

## Біографія

### Молоді роки
Походив з династії Хіменес з Наварри. Син Санчо III Великого, короля Наварри, та Муніадони Кастильської. Про молоді роки мало відомостей. У 1029 році після вбивства Гарсії Санчеса, графа Кастилії, Фердинанда було висуното як претендента на це графство. Права його були значні, оскільки Фердинанд був небожем Санчеса. 1 травня 1030 року врешті-решт Фердинанд офіційно стає черговим графом Кастилії. Проте контроль над графством опинився у руках його батька. При цьому частину території Кастилії було приєднано до королівства Наварра. Водночас, завдяки Санчо III, для зміцнення становища Фердинанда було укладено шлюб останнього із сестрою короля Леона.

### Війни з Леоном та Наварою
Фердинанд залишався номінальним володарем графства Кастилія до смерті батька у 1035 році. З початком самостійного правління вирішив боротися за владу на всьому Піренейському півострові. Спочатку розпочав війну з Леонським королівством, використовуючи порубіжні суперечки. Вирішальна битва між Бермудо III та Фердинандом I відбулася 4 вересня 1037 року біля Тамарона. Тут війська Леону зазнали нищівної поразки, а король Бермудо загинув. Після цього Фердинанд I захопив королівство Леон, використовуючи права своєї дружини — сестри Бермудо III. Коронація відбулася 22 червня 1038 року. З цього моменту Фердинанд I титулувався як король Кастилії та Леону.
Значну частину часу Фердинанд провів для зміцнення свого становища у Леоні. Було проведено реформи з централізації та зміцнення королівської влади. Прикордонні графи були підкорені королівським наказам та законам. Фердинанд I відновив старовинне вестготське право під час соборів у 1050 та 1055 роках.
Водночас він вів підготовку для подальшої боротьби за владу на півострові. 1 вересня 1054 року Фердинанд I у битві при Атапуерці завдав поразки своєму братові Гарсії III, королю Наварри, який загинув у битві. Після цього Фердинанд I відняв раніше приєднані до Наварри землі й змусив свого небожа Санчо IV визнати себе васалом.
Після здобутих перемог Фердинанд I вирішив об'єднати всі християнські держави півострова для потужнішого проведення Реконкісти. У 1056 році він оголосив себе імператором Іспанії. В цьому Фердинанда підтримав папа римський Віктор II.

### Внутрішні справи
Водночас із зовнішньою політикою Фердинанд I продовжував докладати зусиль для економічного та політичного розвитку свого королівства. Він суворо обмежував владу феодалів, приборкував найзавзятіших. При цьому приділялось багато уваги будівництву, мистецтву, культурі. Були запрошені численні майстри з Франції та Італії.
У своїй внутрішній політиці Фердинанд I спирався на допомогу католицької церкви. Тому підтримав клюнійську реформу для посилення місцевих єпархій.

### Війна з мусульманами
У 1057 році Фердинанд I вирішив продовжити відвоювання Піренеїв від мусульман. Спочатку він рушив у західні землі (територія сучасної Португалії). Протягом 1057—1058 років захопив міста Ламегу та Візеу.
У 1060 році Фердинанд I атакував тайфу (князівство) Сарагосу. Для цього Фердинанд I уклав угоди з мусульманським володарем Тортоси, Раміро I, королем Арагону, та Раймундом Беренгаром I, графом Барселони. Завдяки успішним діям Ахмад аль-Муктадир, володар Сарагоси, зазнавши поразки, вимушений був визнати себе васалом Фердинанда I й погодитися на щорічну данину.
У 1062 році розпочав війну з тайфою Толедо, використовуючи за привід образу Толедської мосарабської християнської громади, покровителем якої був Фердинанд I. Він спустошив околиці Толедо й змусив його володаря, Яґ'ю I ібн-Ісмаїла аль-Мамуна, визнати себе васалом й погодитися на сплату данини.
У 1063 році Фердинанд I розпочав війну з тайфами Севілья й Бадахос. Король розбив ворога та змусив їхніх емірів визнати свою владу та сплачувати данину. У 1064 році, після 6-місячної облоги, Фердинанд I захопив місто Коїмбру. Тепер у його владі були землі верхів'я ріки Дору та область ріки Мондего.
У 1065 році Фердинанд I здійснив черговий похід проти мусульман. Цього разу атакував тайфу Валенсія на чолі з еміром Абд аль-Маліком аль-Музафаром, і розбив останнього. Владу над Валенсією передав еміру Толедо Яґ'ї ібн-Ісмаїлу аль-Мамуну, встановив данину з тайфи. Втім вже біля Валенсії тяжко захворів.
Повернувшись додому, помер 27 грудня цього ж року.

## Родина
Дружина — Санча Леонська.
Діти:
- Урака (1033—1101), сеньйора Замори
- Санчо (1038—1072), король Кастилії у 1065—1072 роках
- Ельвіра (д/н—1101), сеньйора Тороси
- Альфонсо VI (1040—1109), король Леону в 1065—1072 роках, Кастилії, Леону та Галісії у 1073—1109 роках
- Гарсія, король Галісії у 1066—1071 та 1072—1073 роках